# シロザ
シロザ（白藜、学名: Chenopodium album）は、アカザ科（APG植物分類体系ではヒユ科）アカザ属の一年草。道端や荒地などに生える雑草。

## 特徴
茎は直立し、1m以上になる。
若葉や葉裏は白い粉粒に覆われ、白っぽく見える。
黄緑色の小花が集まった花序をつける。
種子は黒くて光沢がある。

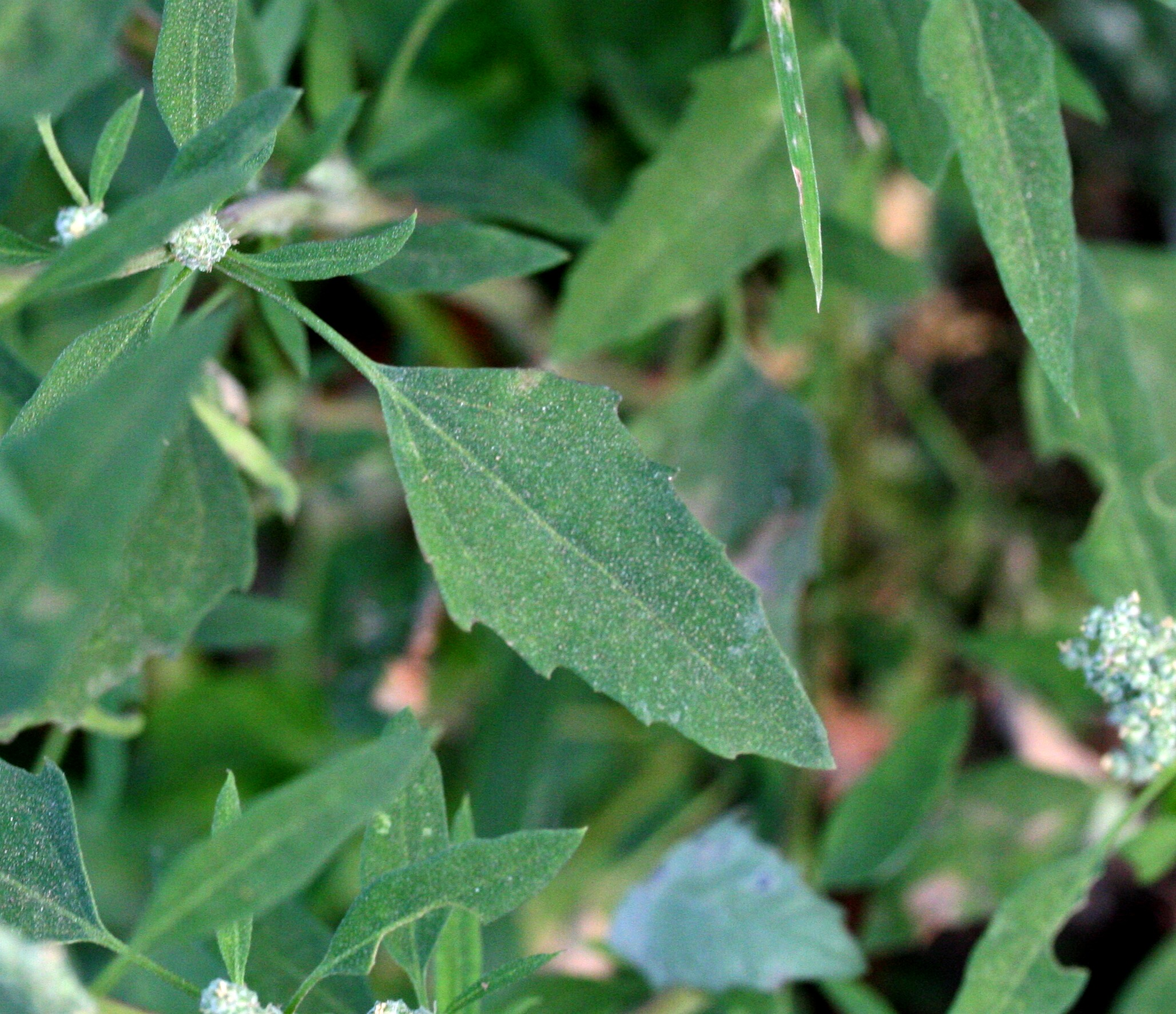
葉
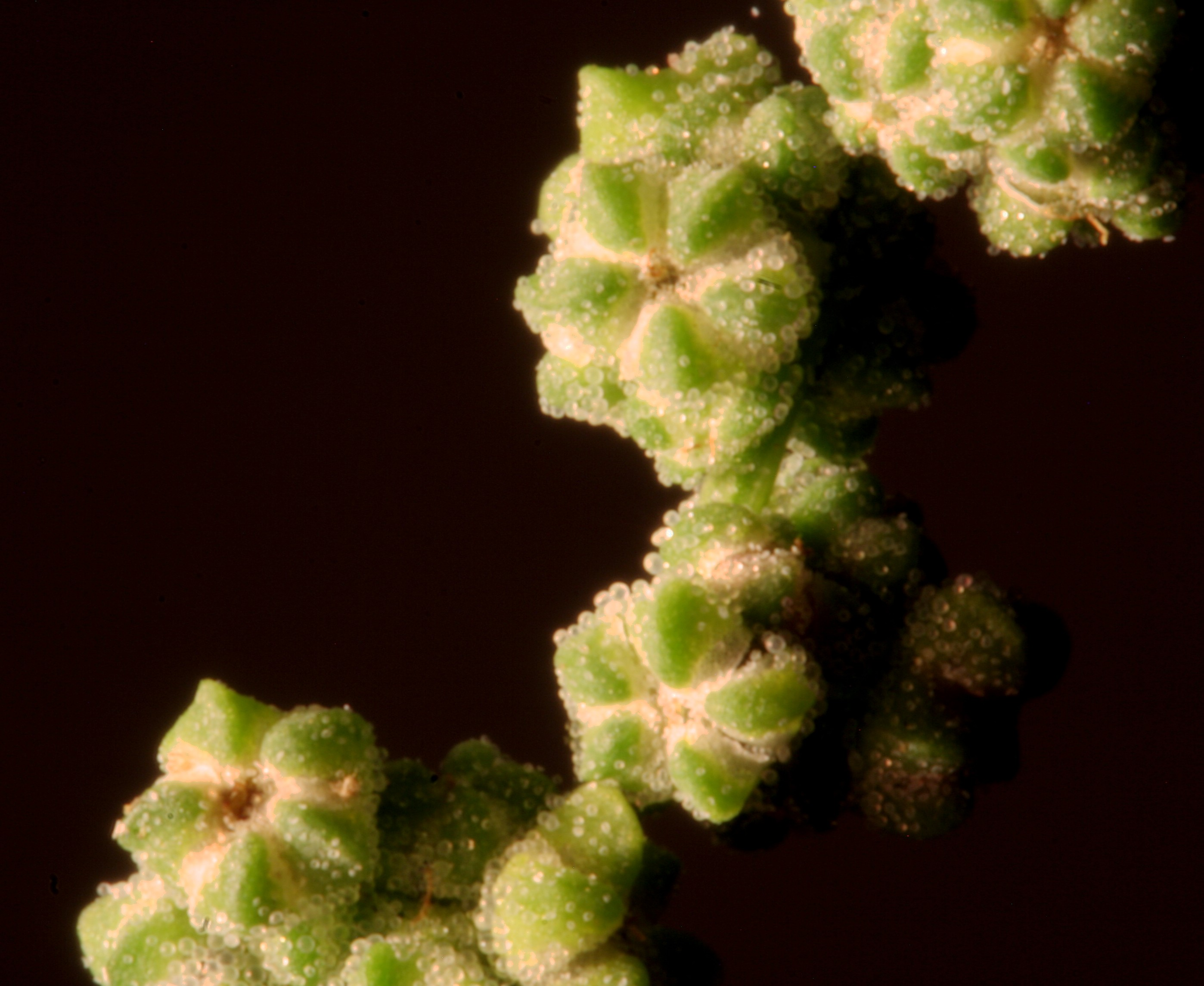
花
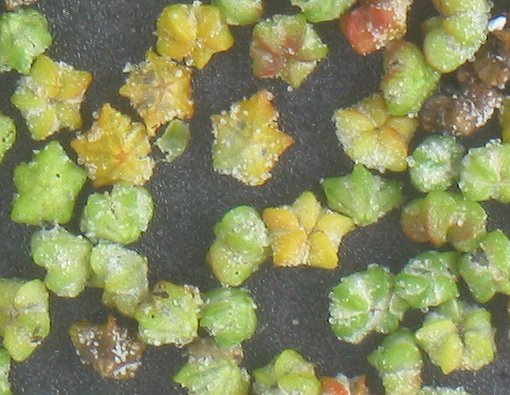
果実
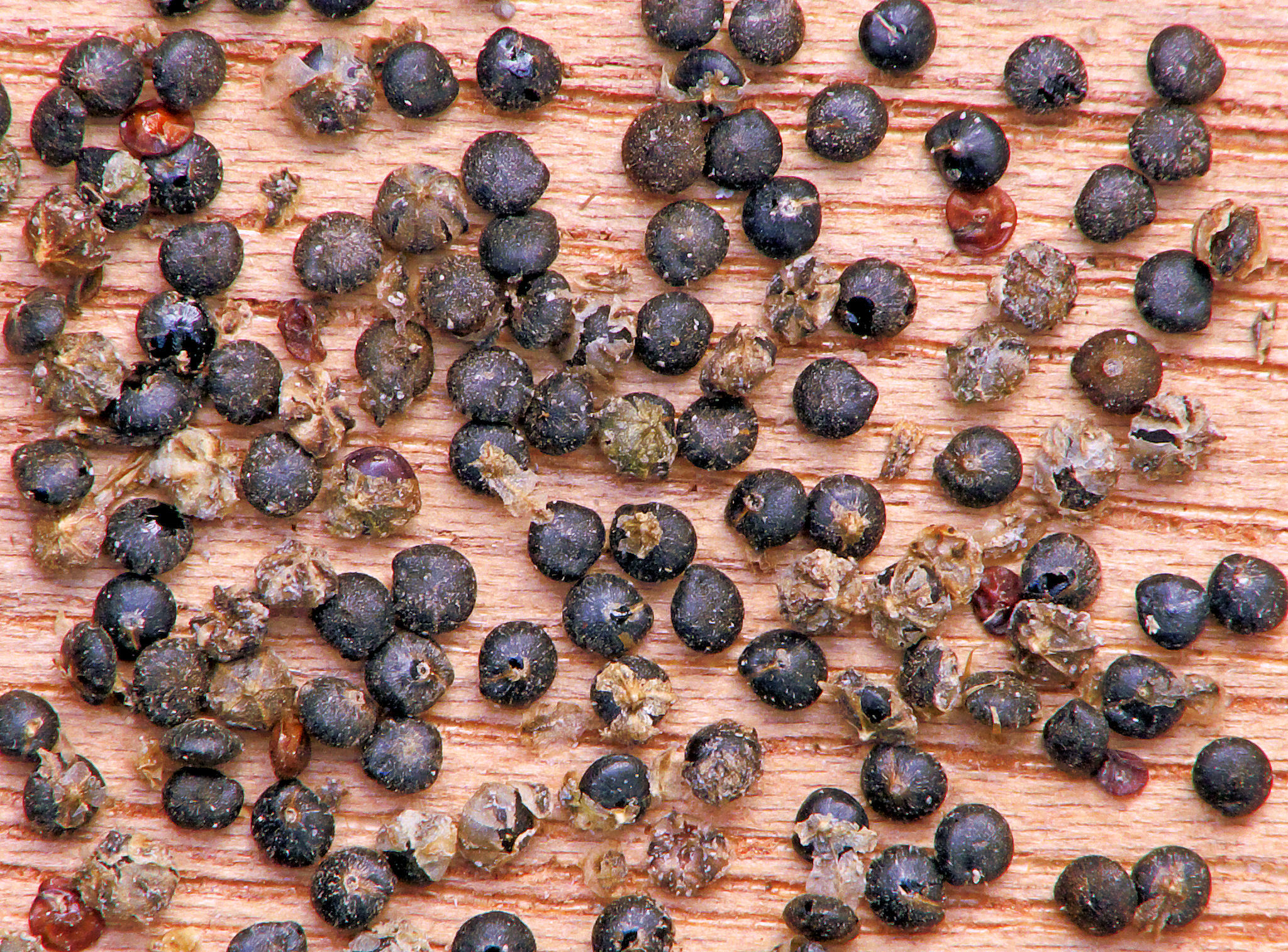
種子

## 分布・生育地
ユーラシア原産で、日本には古い時代に帰化したと考えられている。

## 利用

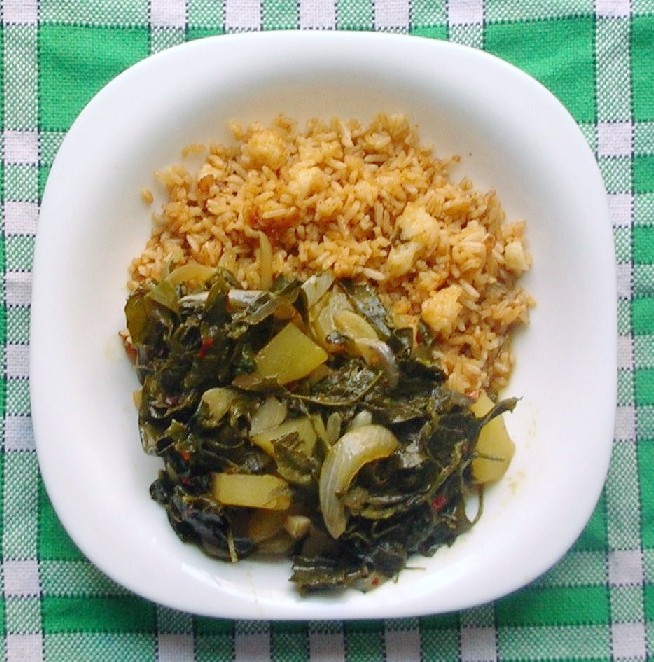
シロザとジャガイモ・タマネギのドライカレー

大豆畑の代表的な雑草12種類中のひとつである。日本では好んで採取されることは少ないが若葉や種子が食用になる。アカザ同様にほうれん草に似た味がする。インド北部・バングラデシュでは日常的な野菜である。